# Hotellviken

Hotellviken är en vik av Baggensfjärden i Saltsjöbaden, Nacka kommun.

## Beskrivning
Viken har sitt namn efter den där belägna hotellanläggningen, Grand Hotel Saltsjöbaden, som byggdes vid vikens norra strand och som invigdes 1893. Hotellviken begränsas av Restaurangholmen i norr och av Badholmen i söder. På Restaurangholmen ligger Saltsjöbadens friluftsbad vars äldsta del (dambadet) uppfördes runt 1895 på Badhusholmen. Vattendjupet mitt i viken är mellan 10 och 15 meter. 
Kring vikens stränder finns talrika bryggor för fritidsbåtar, bland annat har Kungliga Svenska Segelsällskapet (KSSS) här sitt kansli, klubbhus och en marina. KSSS marina i Hotellviken består av ca 350 fasta båtplatser och 35 gästplatser med tillgång till el och vatten.